# Nayana Aramayo
Nayana Andrea Aramayo (* 13. Mai 2005) ist eine bolivianische Leichtathletin, die sich auf den Sprint spezialisiert hat.

## Sportliche Laufbahn
Erste Erfahrungen bei internationalen Meisterschaften sammelte Nayana Aramayo im Jahr 2025, als sie bei den Hallensüdamerikameisterschaften in Cochabamba mit der bolivianischen 4-mal-400-Meter-Staffel in 3:56,34 min gemeinsam mit Lucía Sotomayor, Mariana Arce und Cecilia Gómez die Goldmedaille gewann.

## Persönliche Bestzeiten
- 400 Meter: 59,12 s, 17. März 2024 in Cochabamba
  - 400 Meter (Halle): 59,42 s, 8. Februar 2025 in Cochabamba